# Метакса Гугински
Метакса Христов Гугински е деец на БРП.

## Биография
Метакса Гугински е роден в село Левочево, Ахъчелебийско. Завършва Школата за запасни подофицери в Пазарджик (1932). Приет е за член на БРП.
Емигрира в СССР през есента на 1933 г. Участва в Гражданската война в Испания (1936 – 1939). Служи в артилерията на батальон „Домбровски“ от 12-а Интернационална бригада под името Густав Бенеш. Лейтенант и командир на батарея „Либкнехт“ (1937 – 1939).
Завръща се в СССР. Участва в комунистическото съпротивително движение по време на Втората световна война. През 1941 г. се завръща в България с групата на парашутистите, подготвени от НКВД за диверсионни действия. Командир на първата партизанска група в Смолянско.
Убит е на 12 октомври 1941 г. край с. Бостина, Смолянско.
В центъра на село Левочево е издигнат негов паметник.